# 黄尚书府
黄尚书府，位于中国广东省潮州市潮州市区，为潮州市的一个全国重点文物保护单位，类型为古建筑，公布时间为2013年3月。
黄尚书府的历史年代为明崇祯。